# Мора (кантон)
Мора (исп. Mora) — кантон в провинции Сан-Хосе Коста-Рики.

## География
Находится на северо-востоке провинции. Граничит на севере с провинцией Алахуэла. Административный центр — Колон.

## Округа
Кантон разделён на 7 округов:
1. Колон
2. Гуайябо
3. Табарсия
4. Пьедрас-Неграс
5. Пикагрес
6. Харис
7. Китирриси